# Ludovik Kendi

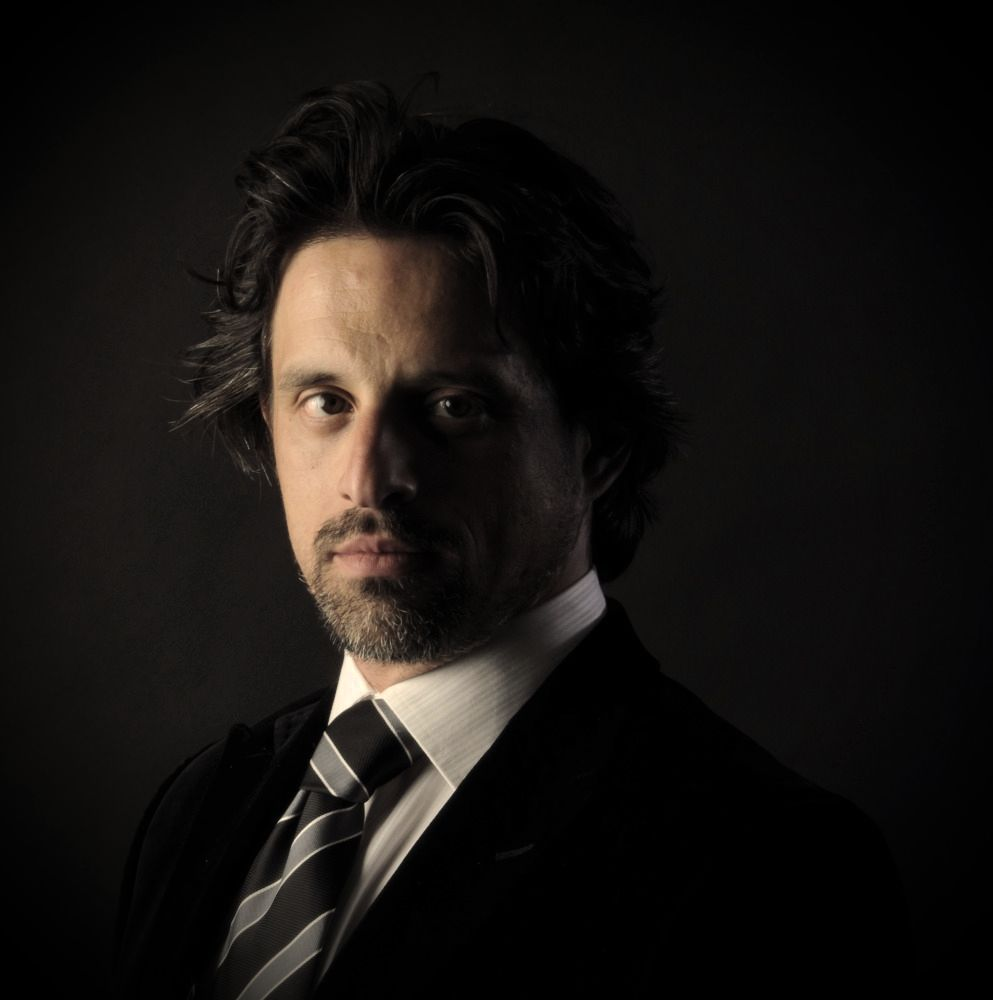
Ludovik Kendi 2015

Ludovik Kendi (* 1976 in Siebenbürgen, Rumänien; auch Ludovic Kendi; eigentlich Lajos Kendi) ist ein rumänisch-ungarischer Opernsänger (Belcanto-Bariton), der in Ungarn lebt und arbeitet.

## Leben
Ludovik Kendi studierte zwischen 1998 und 2003 Gesang an der Musikakademie Gheorghe Dima in Klausenburg. Noch während seiner Studienzeit in Klausenburg wurde Kendi zum Solisten an der Staatsoper Klausenburg (Opera Naţională Română Cluj-Napoca) gemacht.
2003 wechselte er ans Mozarteum in Salzburg und schloss dort 2007 unter Boris Bakow und Horiana Brănișteanu sein Gesangsstudium ab. Noch während seines Gesangsstudiums in Salzburg, sang Kendi unter der musikalischen Leitung  von Simon Rattle in Nikolaus Lehnhoffs Fidelio-Inszenierung der Osterfestspiele Salzburg.

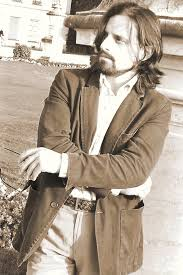

In 2009 konnte er an der Seite von Giuseppe Giacomini am Teatro Comunale di Adria (Italien) die Rolle des Tonio in Ruggero Leoncavallos Pagliacci singen.
2010 sang Kendi die Partie des Ruprecht in Philipp Harnoncourts Inszenierung von Sergej Prokofjews Engel aus Feuer am Wiener Odeon Theater.
Er sang 2011 die Titelpartie in Nikolaus Schapfls Oper Caravaggio. Im selben Jahr übernahm er die Rollen des Ortel und Kothner in Richard Wagners Die Meistersinger von Nürnberg bei den Tiroler Festspiele Erl unter der Regie von Gustav Kuhn. Dort lernte Kendi auch Oskar Hillebrandt kennen und absolvierte bei ihm nicht nur eine Meisterklasse, sondern pflegt seither auch eine enge Freundschaft mit dem Kammersänger.
Darüber hinaus ist Ludovik Kendi seit 5 Jahren Gast des Staatstheaters Košice (Štátne divadlo Košice) und konnte dort bereits in den Rollen Lescaut (Manon Lescaut), Rigoletto (Rigoletto), Nabucco (Nabucco), Giorgio Germont (La traviata), Il conte Almaviva (Le nozze di Figaro), Marquis de la Force (Dialogues des Carmélites), Gianni Schicchi (Gianni Schicchi) und Graf Luna (Il trovatore) brillieren.
Im Sommer 2016 übernimmt Kendi beim Miskolc Opera Festival Opernfestival (Ungarn) in der Uraufführung von Tamás Beischer-Matyós neuer Oper Kreatív Kapcsolatok eine der Hauptrollen.
2016 konnte er als Jago in Verdis Otello an der rumänischen Staatsoper debütieren.
Kendi arbeitete bereits unter Dirigenten wie Elisabeth Fuchs, Reinhard Seehafer, Jonas Alber, Pietro Perini, Alberto Triola, Cristian Mandeal, Petre Sbârcea, Sándor Végh uvm.
Von 2012 bis 2016 war Ludovik Kendi Mitglied des Herren Quartettes cantoSonor. Gegründet während der Tiroler Festspiele Erl tourten cantoSonor 2016 mit ihren Programmen Männer satt und Klangvoll ausgeheckt im deutschsprachigen Raum.

## Auszeichnungen
- 2003: Sonderpreis des internationalen Gesangswettbewerbs Hariclea Darclée[13] in Rumänien.
- 2006: Gewinner des internationalen Gesangswettbewerbs der Kammeroper Schloss Rheinsberg[14] in Deutschland.